# Alchemilla hirsutissima
Alchemilla hirsutissima é uma espécie de rosácea do gênero Alchemilla, pertencente à família Rosaceae.